# Abu Sad al-Ala ibn Sahl

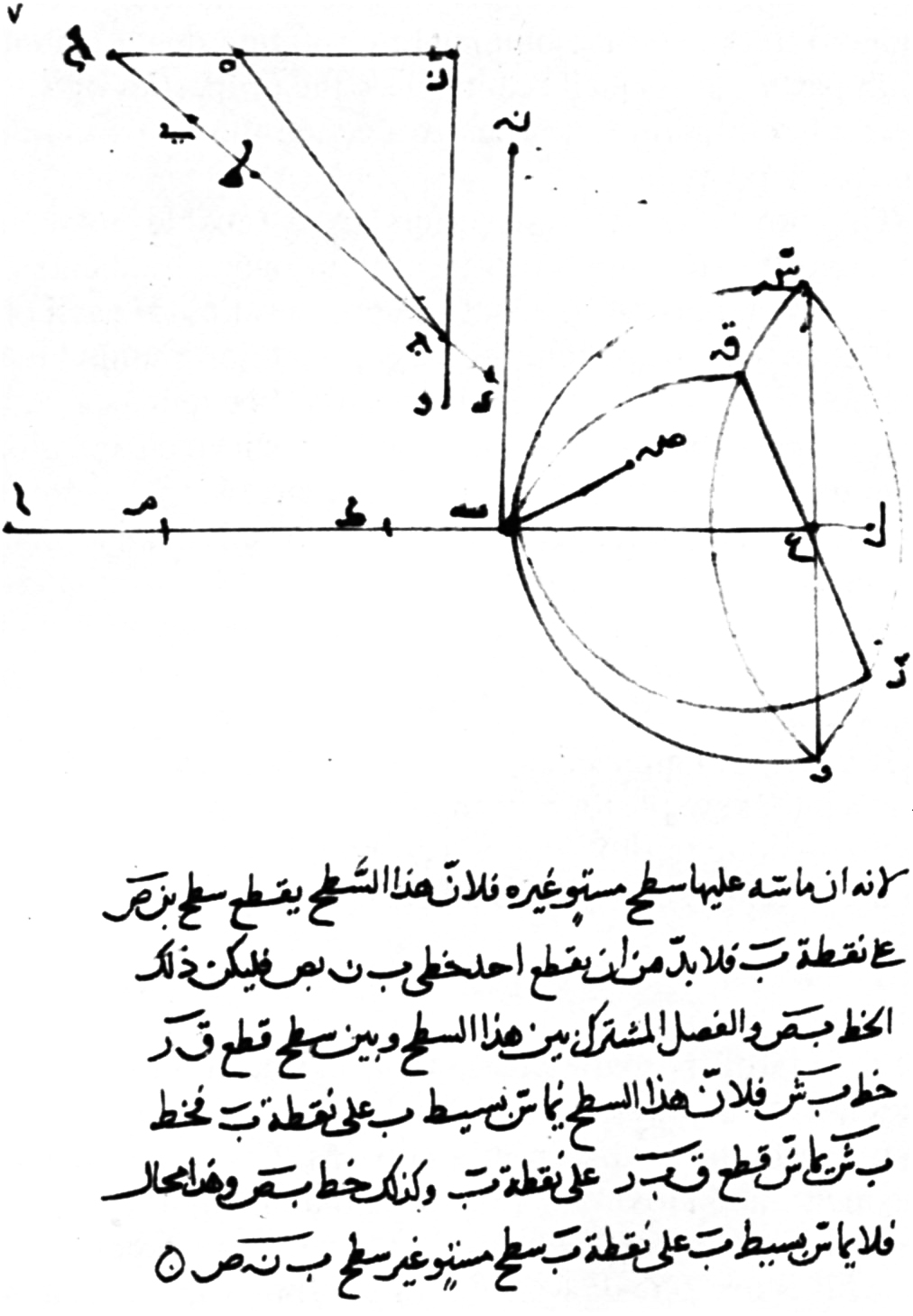
Schaubild aus Ibn Sahls Handschrift, die oben links das Brechungsgesetz zeigt (Rashed, 1990).

Abu Sad al-Ala ibn Sahl (kurz Ibn Sahl, arabisch ابن سهل، أبو سعد العلاء, DMG Ibn Sahl, Abū Saʿd al-ʿAlāʾ; * um 940; † um 1000) war ein persischer Mathematiker und Physiker, der in Bagdad zur Zeit der Blütezeit des Islams während des Abbasidenkalifats wirkte.

## Leben
Um 984 verfasste er eine Abhandlung Über Brennspiegel und -gläser, die die erste bekannte korrekte Form des Brechungsgesetzes enthält (siehe Abb. rechts). [Der Zeitpunkt wird abgeleitet aus der Widmung an den Buyiden-Herrscher Samsam-o-dowleh, der von 983 bis 987 in
Bagdad regierte.]
Ibn Sahls Abhandlung wurde von Alhazen verwandt, geriet aber dann in Vergessenheit. Das Gesetz wurde im 17. Jahrhundert von Thomas Harriot, Willebrord van Roijen Snell bzw. René Descartes wiederentdeckt und ist heute als Snelliussches Brechungsgesetz bekannt.
Erst 1990 gelang es dem Historiker Roshdi Rashed, die Abhandlung aus zwei in Damaskus und Teheran verwahrten Fragmenten zu rekonstruieren.